# Kervens Belfort fils
Pour les articles homonymes, voir Belfort (homonymie).
Kervens Belfort Fils, né le 16 mai 1992 à Petit-Goâve (Haïti) est un footballeur haïtien. Il évolue au poste d'attaquant

## Biographie

### Carrière en club

#### Tempête FC
Kervens Belfort Fils est la révélation de l'année 2008 en Haïti, avec le Tempête FC, en remportant le championnat d'ouverture 2008. Il confirme la saison suivante en étant sacré une deuxième fois, ce qui lui vaut d'être élu meilleur joueur du championnat haïtien. Après un troisième titre en 2010.

#### Benfica Lisbonne
Il arrive le 19 septembre 2010 au centre de formation du Benfica Lisbonne qu'il intègre sans obtenir de contrat professionnel. Après seulement neuf jours au Benfica, il réalise un essai concluant de trois semaines au Mans où il retrouve son compatriote Jeff Louis.

#### Le Mans FC
Il effectue sa première titularisation lors de la 1re journée du championnat de Ligue 2 2011-2012 contre l'AC Arles-Avignon (défaite 1 à 0) où il rate un face à face avec Ludovic Butelle à la 32e minute. Il marque son premier but professionnel contre Sedan, le 20 aout 2011, à la 26e minute et double même le score à la 55e minute de jeu. Il marque son troisième but de la saison lors de la 13e journée contre Boulogne-sur-Mer. Un but qui offre la victoire au Sarthois puisqu'il est marqué dans les arrêts de jeu et que le score était de 0-0.

#### FC Sion
À la suite de la rupture de contrat des joueurs du Mans FC (après la relégation du club), il peut rejoindre le FC Sion, en septembre 2013, où il joue avec les U21 dans un premier temps en attendant que son transfert soit effectif au 1er janvier 2014. Alors qu'il devait rester au club jusqu'en juin 2015 et qu'il avait participé au stage de préparation avec le groupe de première division, dirigé par Laurent Roussey, le club suisse, ayant atteint le quota de joueurs extra-communautaires, lui annonce qu'il ne pourrait pas jouer pendant 4 mois, en attendant sa licence. Ne voulant pas rester 4 mois sans jouer.

#### Grenoble Foot 38
Il rejoint le Grenoble Foot 38, le 31 janvier 2014, sous forme de prêt. Le club évolue alors en championnat de France amateur et vise la montée en National. En juillet 2014, il signe à l'Étoile Fréjus Saint-Raphaël (club de National) où il rejoint ses compatriotes Dominique Jean-Zéphirin et Jean-François James (en).

#### Autres clubs
À partir de 2015, Kervens Belfort quitte la France et entame une carrière de globe-trotter qui le voit jouer successivement en Chypre (Ethnikos Achna, 2015), Turquie (1461 Trabzon (en), 2015-2016), Inde (Kerala Blasters FC, 2016-2017), Suède (Syrianska FC, 2017) et Azerbaïdjan (Zirə FK, 2017). En août 2017, il revient en Indian Super League afin de jouer au Jamshedpur FC.

### Carrière en équipe nationale
Auteur de 17 buts en 41 matchs depuis sa première convocation avec l'équipe nationale en mars 2010, Kervens Belfort fils est un joueur majeur des Grenadiers d'Haïti des années 2010. 
Il dispute ainsi les éliminatoires des Coupes du monde de 2014 et 2018 (13 matchs et 4 buts en tout). Sur le banc lors de la Gold Cup 2013, il se rattrape en étant titulaire lors de la Gold Cup 2015 dont il joue trois matchs.
Le 8 janvier 2016, à l'occasion des barrages de la Copa América Centenario, il est à l'origine d'un but important face à Trinité-et-Tobago qui permet à son pays de participer pour la première fois à la Copa América. Il prend part aux trois rencontres que son pays dispute lors de ce tournoi aux États-Unis.
Buts en sélection
| Buts en sélection de Kervens Belfort fils | Buts en sélection de Kervens Belfort fils | Buts en sélection de Kervens Belfort fils                          | Buts en sélection de Kervens Belfort fils | Buts en sélection de Kervens Belfort fils | Buts en sélection de Kervens Belfort fils | Buts en sélection de Kervens Belfort fils |
|                                           | Date                                      | Lieu                                                               | Adversaire                                | Score                                     | Résultat                                  | Compétition                               |
| ----------------------------------------- | ----------------------------------------- | ------------------------------------------------------------------ | ----------------------------------------- | ----------------------------------------- | ----------------------------------------- | ----------------------------------------- |
| 1.                                        | 7 octobre 2011                            | Paul E. Joseph Stadium, Frederiksted (îles Vierges des États-Unis) | Îles Vierges des États-Unis               | 0-6                                       | 0-7                                       | QCM 2014 triplées en deuxième mi-temps.   |
| 2.                                        | 11 octobre 2011                           | Stade Sylvio-Cator, Port-au-Prince (Haïti)                         | Curaçao                                   | 2-2                                       | 2-2                                       | QCM 2014 triplées en deuxième mi-temps.   |
| 3.                                        | 15 novembre 2011                          | Stade Sylvio-Cator, Port-au-Prince (Haïti)                         | Antigua-et-Barbuda                        | 2-1                                       | 2-1                                       | QCM 2014 triplées en deuxième mi-temps.   |
| 4.                                        | 6 février 2013                            | Stade Ramón Aguilera, Santa Cruz de la Sierra (Bolivie)            | Bolivie                                   | 0-1                                       | 2-1                                       | Match amical                              |
| 5.                                        | 6 septembre 2013                          | Incheon Football Stadium, Incheon (Corée du Sud)                   | Corée du Sud                              | 1-1                                       | 4-1                                       | Match amical                              |
| 6.                                        | 10 octobre 2014                           | Stade Sylvio-Cator, Port-au-Prince (Haïti)                         | Barbade                                   | 1-0                                       | 4-2                                       | QCAR 2014                                 |
| 7.                                        | 10 octobre 2014                           | Stade Sylvio-Cator, Port-au-Prince (Haïti)                         | Barbade                                   | 3-1                                       | 4-2                                       | QCAR 2014                                 |
| 8.                                        | 12 novembre 2014                          | Catherine Hall Stadium, Montego Bay (Jamaïque)                     | Antigua-et-Barbuda                        | 2-0                                       | 2-2                                       | CAR 2014                                  |
| 9.                                        | 14 novembre 2014                          | Catherine Hall Stadium, Montego Bay (Jamaïque)                     | Martinique                                | 0-2                                       | 0-3                                       | CAR 2014                                  |
| 10.                                       | 14 novembre 2014                          | Catherine Hall Stadium, Montego Bay (Jamaïque)                     | Martinique                                | 0-3                                       | 0-3                                       | CAR 2014                                  |
| 11.                                       | 8 septembre 2015                          | Stade Sylvio-Cator, Port-au-Prince (Haïti)                         | Grenade                                   | 3-0                                       | 3-0                                       | QCM 2018                                  |
| 12.                                       | 8 janvier 2017                            | Ato Boldon Stadium, Couva (Trinité-et-Tobago)                      | Trinité-et-Tobago                         | 2-2                                       | 4-3 a.p.                                  | QGC 2017                                  |

## Palmarès
- Tempête FC
  - Champion d'Haïti en 2008 (ouverture), 2009 (ouverture) et 2010-2011 (ouverture).

- Abahani Limited Dhaka
  - Vainqueur de la Coupe du Bangladesh en 2018.